# Santalàcies
La familia de les santalàcies o Santalaceae és una família de plantes amb flors de l'ordre de les Santalales. Les espècies d'aquesta família són parcialment paràsites d'altres plantes. Als Països Catalans poden trobar algunes espècies relativament freqüents com el vesc i el ginestó.

## Taxonomia
El sistema de classificació APG II hi inclou també les famílies Eremolepidaceae i Viscaceae amb un total d'unes 1.000 espècies. Alguns dels gèneres catalogats en aquesta família son: 
| - Acanthosyris - Amphorogyne - Antholobus - Arceuthobium - Arjona - Austroamericium - Buckleya - Cervantesia Ruiz & Pavón - Choretrum R.Br. - Cladomyza - Colpoon - Comandra Nutt. - Daenikera - Dendromyza - Dendrophthora | - Dendrotrophe - Dufrenoya - Elaphanthera - Exocarpos Pers. - Geocaulon - Ginalloa - Jodina - Korthalsella Tiegh. - Kunkeliella - Leptomeria - Mida - Myoschilos - Nanodea - Nestronia - Notothixos | - Okoubaka Pellegr. & Normand - Omphacomeria - Osyridocarpos - Osyris - Phacellaria - Phoradendron Nutt. - Pyrularia - Quinchamalium - Rhoiacarpos - Santalum L. - Scleropyrum - Spirogardnera - Thesidium - Thesium L. - Viscum L. |